# زاویه النیان
زاویه النیان (به عربی: زاویة النیان) یک منطقهٔ مسکونی در لیبی است که در استان جبل‌الاخضر واقع شده‌است.